# André Sollier
André Paul Lucien Sollier, född 11 september 1922 i Chaumont, Haute Marne, Frankrike, död 2007, var en fransk-svensk målare, skulptör, grafiker och konsthantverkare.
Han var son till kamreren André Sollier och Lucette Christophe och från 1950 gift med Karin Mendelsohn. Sollier studerade konst för olika privatlärare i Frankrike 1936–1937 innan han fortsatte sina studier vid Benjamins skulpturskola i Troyes. Han flyttade till Sverige i början av 1950-talet. Han medverkade i utställningen Salon des Indépendants 1949 och ett flertal grupputställningar med Täby konstnärer sedan 1961. Hans konst bestod till en början mest av tecknade reportagebilder med olika krigsscener men han övergick senare till porträtt och blomsterstilleben i olika tekniker. Som illustratör arbetade han med vetenskapliga illustrationer för biologiska och botaniska arbeten samt affischer och illustrationer till uppslagsverket Lilla Focus. Han var verksam i Japan 1966-1970 och i Australien 1970-2007.   